# Hombreiro
Hombreiro (llamada oficialmente San Martiño de Ombreiro) es una parroquia española del municipio de Lugo, en la provincia de Lugo, Galicia.

## Otras denominaciones
La parroquia también es conocida por el nombre de Santa Martiño de Hombreiro.

## Organización territorial
La parroquia está formada por once entidades de población, constando siete de ellas en el nomenclátor del Instituto Nacional de Estadística español:
- A Airexe
- A Cucurela
- Amedín
- Bandelo
- Cristimil
- Lagoas (As Lagoas)
- O Carballo
- Ponte (A Ponte)
- Regueiro (O Regueiro)
- Riazón
- Trasnarla

## Demografía
| Gráfica de evolución demográfica de Hombreiro entre 2000 y 2020 |
|                                                                 |
| Datos según el nomenclátor publicado por el INE.                |